# Piłaki Małe
Piłaki Małe (deutsch Klein Pillacken, 1923 bis 1945 Lindenwiese) ist ein Ort in der polnischen Woiwodschaft Ermland-Masuren, der zur Landgemeinde Budry (Buddern) im Powiat Węgorzewski (Kreis Angerburg) gehört.

## Geographische Lage
Piłaki Małe liegt im Nordosten der Woiwodschaft Ermland-Masuren, 14 Kilometer östlich der Kreisstadt Węgorzewo (Angerburg).

## Geschichte
Das vor 1785 Klein Pillayken, bis 1923 Klein Pillacken genannte Dorf wurde im Jahre 1553 gegründet. Es handelte sich um ein sehr weit gestreutes Dorf.
Von 1874 bis 1945 war es in den Amtsbezirk Popiollen (polnisch Popioły) eingegliedert, der – 1939 bis 1945 „Amtsbezirk Albrechtswiesen“ genannt – zum Kreis Angerburg im Regierungsbezirk Gumbinnen in der preußischen Provinz Ostpreußen gehörte. Eingemeindet waren die Wohnplätze Grünfelde (polnisch Rozia, nicht mehr existent) und Wilhelmshöh (Koźlak).
Am 5. Dezember 1923 wurde die Landgemeinde Klein Pillacken offiziell in „Lindenwiese“ umbenannt.
291 Einwohner waren im Jahr 1910 in Klein Pillacken registriert. Im Jahr 1933 zählte Lindenwiese 317 und 1939 noch 256 Einwohner.
In Kriegsfolge kam der Ort 1945 mit dem gesamten Ostpreußen zu Polen und heißt seither in der polnischen Namensform „Piłaki Małe“. Er ist heute eine Ortschaft im Verbund der Landgemeinde Budry im Powiat Węgorzewski, vor 1998 der Woiwodschaft Suwałki, seither der Woiwodschaft Ermland-Masuren zugehörig.

## Religionen
Bis 1945 war Klein Pillacken in die evangelische Kirche Buddern in der Kirchenprovinz Ostpreußen der Kirche der Altpreußischen Union sowie in die katholische Kirche Zum Guten Hirten Angerburg im Bistum Ermland eingepfarrt.
Heute gehören die evangelischen Kirchenglieder in Piłaki Małe zur Kirchengemeinde in Węgorzewo (Angerburg), einer Filialgemeinde der Pfarrei in Giżycko (Lötzen) in der Diözese Masuren der Evangelisch-Augsburgischen Kirche in Polen. Die katholischen Einwohner sind in die Pfarrei Budry eingegliedert, die dem Bistum Ełk (Lyck) der Römisch-katholischen Kirche in Polen zugeordnet ist.

## Verkehr
Piłaki Małe liegt an einer Nebenstraße, die unweit von Różanka-Dwór (Rosental) von der polnischen Woiwodschaftsstraße DW 650 (einstige deutsche Reichsstraße 136) abzweigt und über Piłaki Wielkie (Groß Pillacken, 1923 bis 1945 Steinwalde) nach Gębałka (Gembalken) führt.